# 10e méridien est

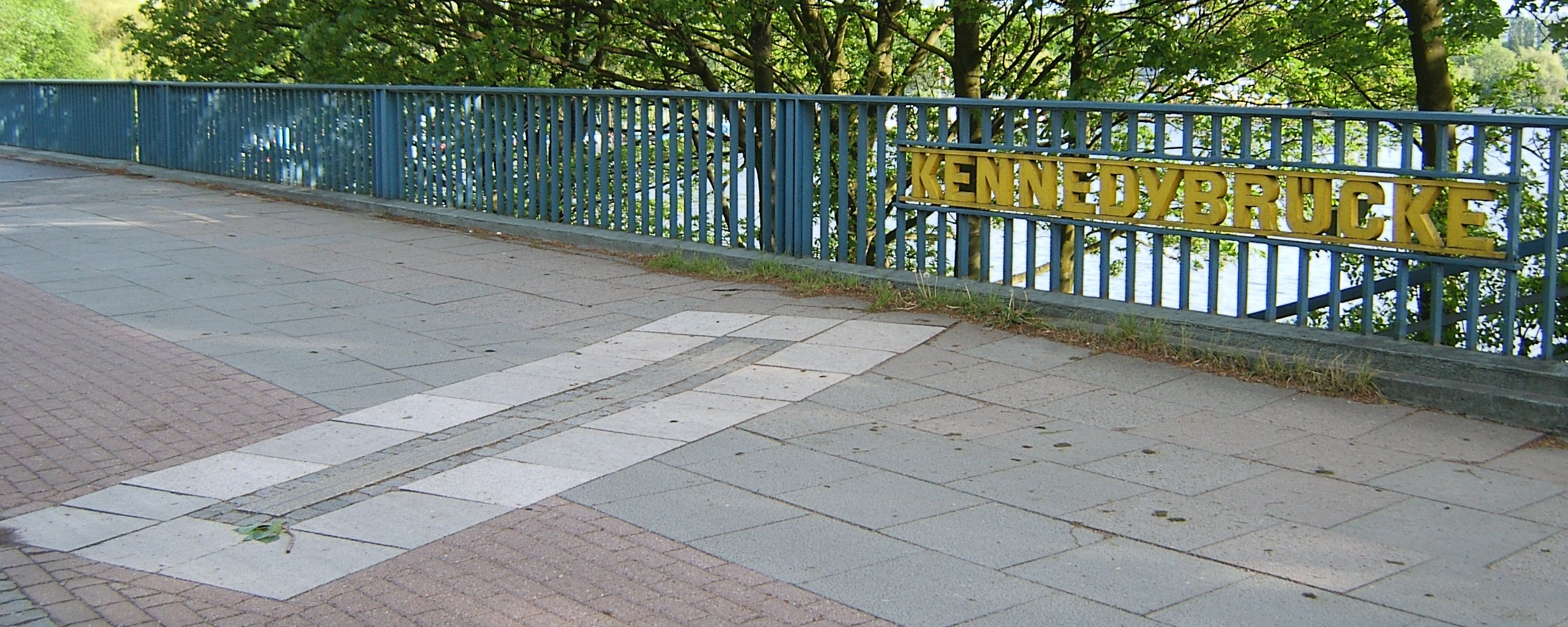
10e Méridien est à Kennedybruecke

En géographie, le 10e méridien est est le méridien joignant les points de la surface de la Terre dont la longitude est égale à 10° est.

## Géographie

### Dimensions
Comme tous les autres méridiens, la longueur du 10e méridien correspond à une demi-circonférence terrestre, soit 20 003,932 km. Au niveau de l'équateur, il est distant du méridien de Greenwich de 1 113 km,.
Avec le 170e méridien ouest, il forme un grand cercle passant par les pôles géographiques terrestres.

### Régions traversées
En commençant par le pôle Nord et descendant vers le sud au pôle Sud, Le 10e méridien est passe par:
| Coordonnées          | Pays, territoire ou mer | Précisions |
| -------------------- | ----------------------- | --- |
| 90° 00′ N, 10° 00′ E | Océan Arctique          | |
| 81° 05′ N, 10° 00′ E | Océan Atlantique        | |
| 64° 05′ N, 10° 00′ E | Norvège                 | Entre à Stokkøya sur Sør-Trøndelag. Sort à 3 km sud-ouest de Stavern sur Vestfold.                                                                        |
| 58° 58′ N, 10° 00′ E | Skagerrak               | |
| 57° 35′ N, 10° 00′ E | Danemark                | Île de Vendsyssel-Thy, presqu'iles et îles de Funen et Als au Jutland                                                                                     |
| 54° 43′ N, 10° 00′ E | Allemagne               | Passe par le centre historique de Hambourg |
| 47° 29′ N, 10° 00′ E | Autriche                | |
| 46° 54′ N, 10° 00′ E | Suisse                  | |
| 46° 17′ N, 10° 00′ E | Italie                  | |
| 44° 03′ N, 10° 00′ E | Mer Méditerranée        | Passe juste à l'est de l'île de Capri, Italie Passe juste à l'ouest des îles de Elbe et Pianosa, Italie Passe juste à l'est de l'île de Sardaigne, Italie |
| 37° 15′ N, 10° 00′ E | Tunisie                 | |
| 30° 28′ N, 10° 00′ E | Libye                   | |
| 25° 23′ N, 10° 00′ E | Algérie                 | |
| 22° 22′ N, 10° 00′ E | Niger                   | |
| 13° 10′ N, 10° 00′ E | Nigeria                 | |
| 6° 54′ N, 10° 00′ E  | Cameroun                | |
| 2° 10′ N, 10° 00′ E  | Guinée équatoriale      | |
| 1° 00′ N, 10° 00′ E  | Gabon                   | |
| 2° 47′ S, 10° 00′ E  | Océan Atlantique        | |
| 60° 00′ S, 10° 00′ E | Océan Austral           | |
| 69° 53′ S, 10° 00′ E | Antarctique             | Terre de la Reine-Maud, revendiquée par la Norvège |